# Horda Mitjana Kazakh
L'Horda Mitjana Kazakh (Orta Zhuz) fou una divisió administrativa del kanat dels kazakhs que es va consolidar com una entitat separada en el regnat de Tiavka Khan.
Els kans foren:
- Semeke Khan (Shakhmuhambet) 1715 o 1718 - 1734
- Abilmambet Khan 1734 - 1771 (també a l'Horda Gran o Vella)
- Borruk Khan 1734-1749 (només en part)
- Abylai Khan (Abilmansur) 1771 - 1781 (també a l'Horda Gran o Vella)
- Waly Khan 1781 - 1819
- Dair Khan 1784 - 17.. (només sobre part de l'Horda Mitjana, clans Gortul i Karakesek)
- Bukey Khan 1815 - 1817 (només sobre part de l'Horda Mitjana)
- Sergazy Khan 1818 - 18.. (vassall de Khivà)
- Gubaidulla Khan 1821 - 1824
- Càrrec de kan suprimit 1824-1841
- Kenesary Khan 1841 - 1847 kan rebel (també a l'Horda Jove o Petita)

Abu l-Khayr Khan de l'Horda Petita fou generalíssim a les tres hordes (1718 - 1729)